# Ehime Mbano
Ehime Mbano É área do governo local em Imo (estado), Nigéria. O código postal da área é 472.
A declaração de missão da área do governo local é para desenvolvimento de raízes.